# Seleção Eslovena de Rugby Union
A Seleção Eslovena de Rugby Union é a equipe que representa a Eslovênia em competições internacionais de Rugby Union. 

## Ligações Externas
- http://rugbydata.com/slovenia